# Sitcom (film)
Sitcom è un film del 1998 scritto e diretto da François Ozon. Il film, dai toni grotteschi e surreali, racconta il declino morale di una famiglia di periferia, la cui degenerazione inizia con l'acquisto di un piccolo ratto bianco.
Il titolo del film fa riferimento alle sit-com americane, note per l'attenzione ai valori della famiglia sullo sfondo di un facile umorismo.
Il film è stato presentato al Festival di Cannes 1998, nella sezione Settimana internazionale della critica.

## Trama
Quello che sembra un anonimo ed innocuo ratto bianco, donato dal padre alla propria famiglia, è in grado di influenzare la psiche umana e generare effetti grotteschi su tutti i componenti della famiglia, facendo scaturire i loro più nascosti ed oscuri desideri.
Il primo ad essere influenzato dal topo è Nicolas, il figlio maschio, un ragazzo timido ed introverso che, nel bel mezzo di una cena, inaspettatamente, dichiara a tutti la propria  omosessualità. Da quel momento, accetta di essere sedotto da Abdu, il marito della governante, e si getta a capofitto in nuove esperienze sessuali ed orge selvagge.
In seguito tocca a Sophie, la figlia, la quale prima rifiuta le effusioni di David, il suo bello e passionale fidanzato, poi tenta il suicidio gettandosi dalla finestra. La caduta le causa un grosso trauma alla colonna vertebrale che la renderà paraplegica ed insensibile ad ogni sollecitazione, incluse le attenzioni sessuali del fidanzato. Proprio l'incapacità di essere soddisfatta sessualmente, nemmeno dopo aver praticato sadomasochismo, la convincerà a lasciare il fidanzato.
Poi sarà il turno di Maria, la governante, la quale diviene sfrontata, svogliata ed irriverente. Governata dalla forza oscura la donna seduce David, determinando l'ira di Sophie che li coglie sul fatto.
La degenerazione della famiglia aumenta ulteriormente dopo che la madre, sotto l'influenza del ratto, si abbandona ad un rapporto sessuale con il figlio, giustificando il gesto incestuoso con il desiderio di risvegliare l'eterosessualità del figlio.
La crisi della famiglia culmina con l'uccisione del padre, tramutatosi in un grosso ed aggressivo topo, dopo aver divorato il piccolo ratto bianco.

## Riconoscimenti
- Sitges - Festival internazionale del cinema della Catalogna
  - Miglior attrice a Évelyne Dandry